# Kansas City Revisited
Kansas City Revisited è un album di Bob Brookmeyer pubblicato dalla United Artists Records nel 1959.
Il disco fu inciso a New York ("Olmstead Studios") il 23 ottobre del 1958.

## Tracce
Lato A
1. Jumping at the Woodside – 8:00 (Count Basie)
2. A Blues – 8:05 (Miller)
3. Blue & Sentimental – 6:52 (Basie, Livingstone, David)

Lato B
1. Doggin' Around – 8:40 (Battle, Evans)
2. Moten Swing – 10:10 (Moten, Moten)
3. Travelin' Light – 3:33 (Young, Mundy, Mercer)

## Musicisti
- Bob Brookmeyer - trombone a pistoni
- Al Cohn - sassofono tenore
- Paul Quinichette - sassofono tenore
- Nat Pierce - pianoforte
- Jim Hall - chitarra
- Addison Farmer - contrabbasso
- Osie Johnson - batteria
- Clarence "Big" Miller - voce (Nei brani 2 & 5)